# Zeep

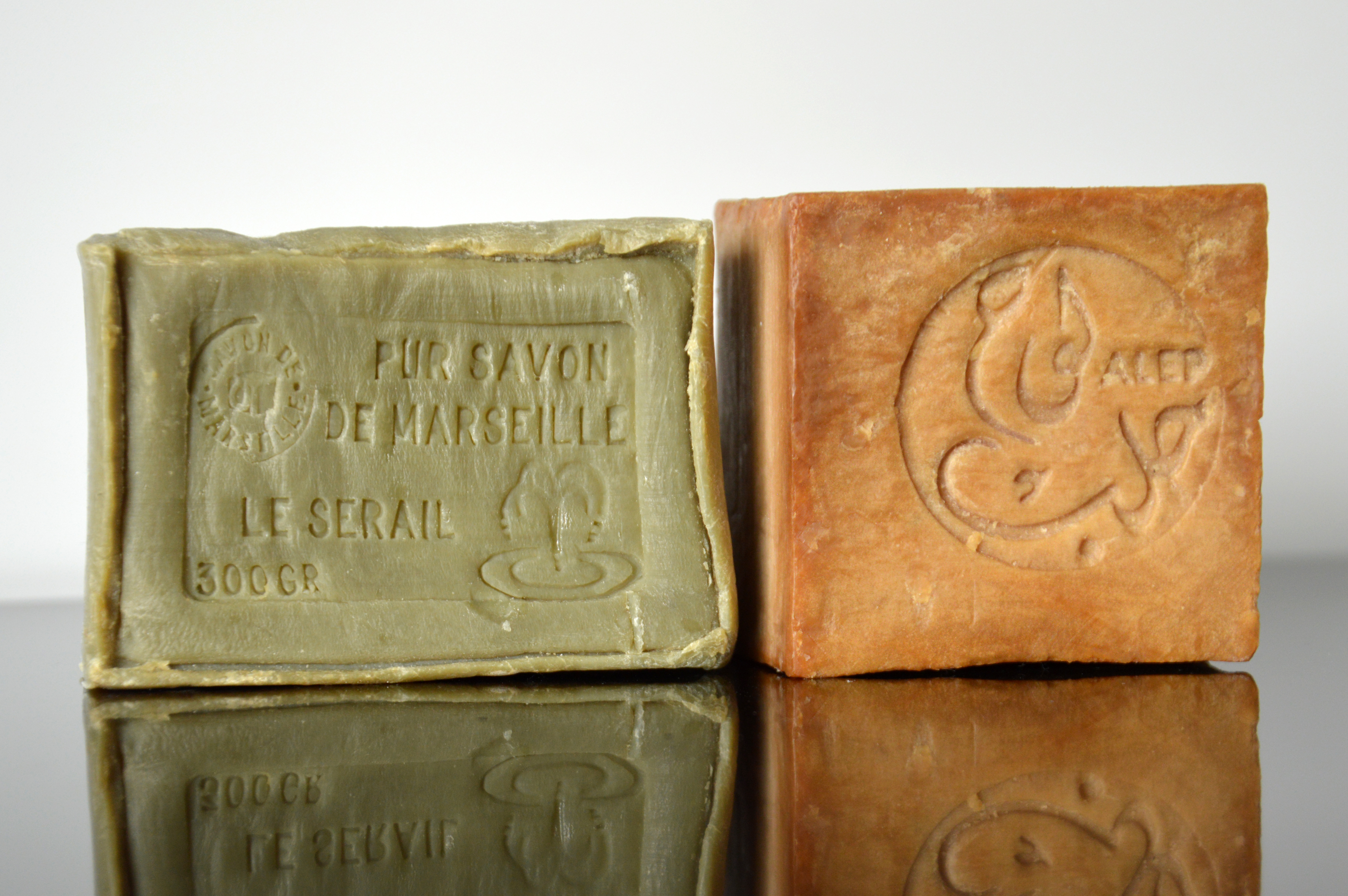
Marseille- en aleppozeep

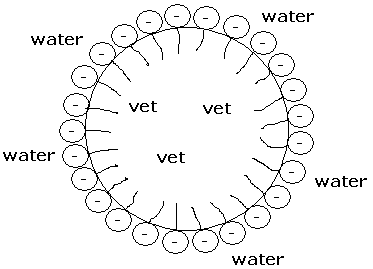
Schematische weergave van een micel van olie in water

Zeep is een schoonmaakmiddel dat in combinatie met water een vetoplossende werking heeft. Het ontstaat door verzeping van een vet met loog. Ook is het mogelijk om zeep van een vetzuur met loog te maken. Toiletzeep van een normale, alledaagse kwaliteit wordt meestal gemaakt van rundvet, olijfolie, palmolie, palmpitolie of kokosolie. Voor de exclusievere soorten zeep wordt soms gebruikgemaakt van exotische oliën en vetten.
Behalve zeep bevatten zeeptabletten in de meeste gevallen ook hulpstoffen zoals plantaardige of synthetische geurstoffen en kleurstoffen.

## Eigenschappen
Zeep kan vast of vloeibaar zijn en is een oppervlakte-actieve stof; een stof die de oppervlaktespanning van een vloeistof kan verlagen. Door deze eigenschap dringen water en zeep makkelijker in het textiel. Chemisch gezien is zeep het zout van de vetzuren waaruit het ontstaat. Dit hoeft niet altijd een gewone zeep te zijn.
Voorbeelden van zepen zijn:
- Natriumpalmitaat, bestanddeel van groene zeep en andere zeepsoorten.
- Magnesiumstearaat, een hechtmiddel dat onder meer in oogschaduw wordt gebruikt.
- Zinkricinoleaat, een bestanddeel van sommige deodorants.

Bij vele plantaardige vetzuren is de lengte van de koolstofketens vrij groot (14-26 koolstofatomen). De vetzuurrest is dus een lang molecuul met een polaire ionogene kop en een apolaire staart. Een dergelijk amfifiel molecuul heeft een bijzondere eigenschap: het kan zorgen dat water en olie een homogeen mengsel vormen. In een mengsel van water en olie zorgt zeep dat kleine druppeltjes olie blijven zweven in het water, doordat de apolaire staart van het molecuul in het vetdruppeltje binnendringt en de polaire kop in contact blijft met het water. Zo'n oliedruppeltje dat omgeven door zeep zweeft in water wordt een micel genoemd. Zo wordt dit vuil makkelijk verwijderd van textiel of huid.
Zeep breekt echter ook de natuurlijke, vettige beschermlaag van de huid af. Deze vetlaag wordt wel weer aangevuld door de talgklieren, maar in de tussentijd is de huid minder beschermd tegen invloeden van buitenaf. De huid is na reiniging tijdelijk gevoeliger voor irriterende stoffen en voelt droog aan.
Natuurlijke zeep heeft de ongewenste eigenschap dat het een neerslag vormt in combinatie met calciumionen. Daardoor wordt de reinigende werking van zeep ernstig verminderd wanneer het gebruikt wordt in combinatie met hard water. Het voordeel van natriumdodecylsulfaat is dat het geen neerslag vormt in combinatie met calciumionen, waardoor schoonmaakmiddelen op basis van natriumdodecylsulfaat ook bij hard water hun reinigende werking behouden.

## Geschiedenis
Het eerste bewijs voor het gebruik van zeep is bijna vijfduizend jaar oud en stamt uit Babylon. Een cilinder van klei uit 2800 v.Chr. bleek een zeepachtige substantie te bevatten en ook werd een Babylonisch kleitablet van 2200 v.Chr. gevonden waar een samenstelling op staat beschreven die mogelijk een zeepachtige substantie op zou leveren als er lang genoeg wordt gekookt. Ook de Oude Egyptenaren gebruikten regelmatig zeep, waarbij de oliën van zowel dierlijke als plantaardige afkomst waren. Romeinse plattelandsvrouwen zouden de reinigende werking van zeep bij toeval ontdekt hebben. De klei van de oevers van de rivier de Tiber bleek te helpen bij het schoonmaken van hun was, doordat het vermengd was met dierlijk vet en as. Dit zou afkomstig zijn van de tempel van de berg Sapo, een naam die in veel talen terugkomt in het woord voor zeep. Er bestaat echter geen berg Sapo en meestal wordt aangenomen dat dit een verzinsel is.
Romeinen en Grieken kenden van oorsprong de zeep namelijk helemaal niet; zij gebruikten oliën om hun huid te reinigen. Het laat-Latijnse woord sapo wordt voor het eerst door Plinius genoemd. Het is een leenwoord uit het Germaans: *saipo-, getuige een zeer vroege Germaanse ontlening in het Fins: saippua. Oorspronkelijk was het de term voor de rode haarverf waarmee Germaanse krijgers een schrikwekkend uiterlijk poogden te verkrijgen. Uit het Germaanse woord ontstonden het Engelse soap, het Friese sjippe, het Duitse Seife en het Nederlandse zeep. Via het Latijn belandde het woord in het Italiaanse sapone, het Franse savon en Spaanse jabon..
Zeep werd tot de Tweede Wereldoorlog veel als schoonmaakmiddel gebruikt, maar gedurende de tweede helft van de twintigste eeuw is zeep bijna geheel verdrongen door andere detergenten zoals natriumdodecylsulfaat (ook wel natriumlaurylsulfaat genoemd).

## Fabricage

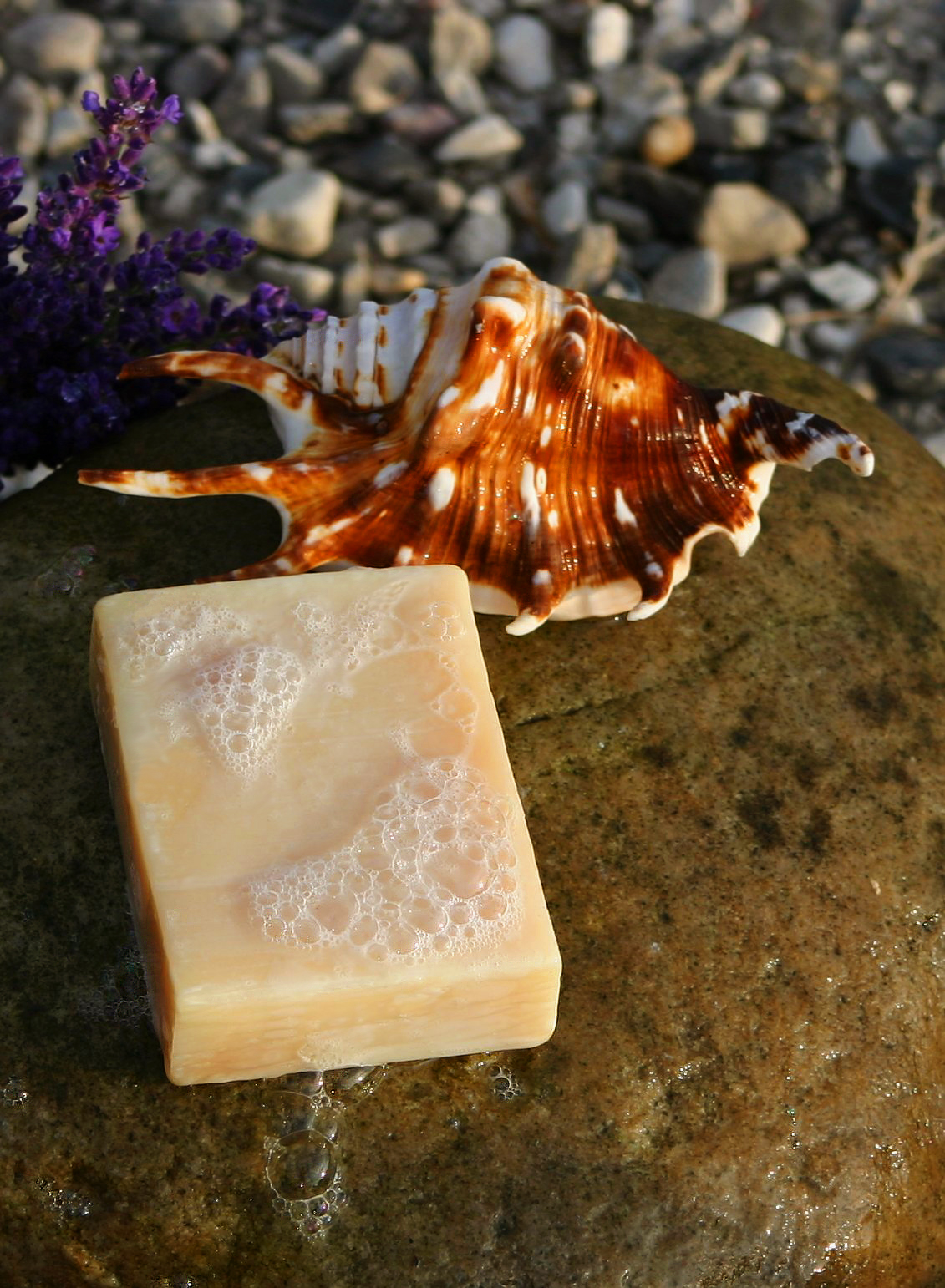
Handgemaakte zeep met brandnetelextract

Zeep wordt gemaakt door plantaardig of dierlijk vet (triglyceriden) te laten reageren met een sterke base, tegenwoordig meestal natriumhydroxide (NaOH) of kaliumhydroxide (KOH), vroeger ook potas, as van verbrande planten, een mengsel van stoffen met een hoog gehalte aan met name kaliumcarbonaat. Dit proces werkt overigens beter als het kalium- (of natrium-) carbonaat eerst met gebluste kalk (calciumhydroxide) tot KOH (of NaOH) wordt omgezet. Het mengsel werd in de juiste verhoudingen als een waterige oplossing door een zeepzieder gekookt tot er geen vrije base en geen onverzeepte vetten meer aanwezig waren, waarna door toevoeging van keukenzout aan het mengsel de zeep onoplosbaar werd gemaakt en deze uitvlokte. De zeepvlokken drijven boven op de onderlaag, waar het grootste deel van de vrijgekomen glycerine in zit. Na een aantal zuiveringsstappen werden beide producten in ruwe, maar vrij zuivere vorm apart gewonnen. Bij moderne fabricageprocessen van toiletzeep laat men ingrediënten in een continuproces onder hoge druk en temperatuur met elkaar reageren.
Als de grondstoffen (olie, alkali) in zuivere vorm beschikbaar zijn kan men met heel weinig water volstaan om de reactie te laten verlopen; de afgescheiden glycerine blijft dan in het product zitten. Dit is de methode die meestal door moderne hobbyzeepmakers wordt gebruikt, te onderscheiden in een 'koude' en een 'warme' methode.

### Koude methode
Bij de koude methode worden de ingrediënten in de juiste verhoudingen gemengd (met een kleine overmaat vet om te voorkomen dat er sterk bijtende loog in de zeep blijft zitten) en intensief geroerd met bijvoorbeeld een keukenmixer (of beter nog, staafmixer) bij 55-60°C gedurende 10-20 minuten tot het mengsel juist begint in te dikken, waarna het in een zeepvorm wordt gegoten en dan nog enkele weken bij kamertemperatuur moet narijpen om de reactie tot het eind te laten verlopen (meestal na een dag of drie voltooid) teneinde veilige zeep te krijgen en het overtollige water te laten verdampen.

### Warme methode
Bij de warme methode wordt het mengsel gedurende één tot enkele uren tot tegen het kookpunt van het mengsel verwarmd, aanvankelijk onder goed roeren om de reactie in die tijd te voltooien, waarna de zeep in principe direct kan worden gebruikt. Een periode van narijpen kan zinvol zijn, met name om eventueel nog aanwezig overtollig water de kans te geven om te verdampen. Eventueel kunnen bij beide bereidingswijzen nog kleur- en geurstoffen worden toegevoegd. Voor de verhouding tussen de diverse vetten en logen zijn op het web zeepcalculators te raadplegen.

## Zeepsoorten
Antibacteriële zepenAntibacteriële zepen bevatten extra, bacteriedodende ingrediënten. Het gebruik van antibacteriële zeep kan zinvol zijn bij personen met een verstoord of verzwakt immuunsysteem of bij personen met grote open (operatie)wonden. Tot in de jaren negentig werd antibacteriële zeep vrijwel uitsluitend in ziekenhuizen gebruikt, maar de laatste jaren is deze zeep ook populairder aan het worden bij de 'gewone' consument (bijv. Dettol). Antibacteriële handzeep doodt naast schadelijke bacteriën ook bacteriën die ons lichaam nodig heeft. In 2016 waarschuwde de Gezondheidsraad daarom voor het gebruik van desinfectiemiddelen. In sommige landen is verkoop van antibacteriële zeep voor de consumentenmarkt verboden.
De Gezondheidsraad stelt dat er geen wetenschappelijk bewijs is dat routinematig gebruik van desinfectantia thuis zinvol is. Dat geldt in het bijzonder voor desinfecterende en zogenoemde ‘hygiënische’ schoonmaakmiddelen en voor antibacteriële (hand)zeep en andere huidverzorgingsproducten. Mits men de voorschriften in acht neemt voor een goede hygiëne, zoals het regelmatig wassen van de handen, het schoonhouden en drogen van het aanrecht en het gescheiden houden van rauw en gekookt voedsel, is de kans om thuis een infectie op te lopen gering. Desinfectie zal in de meeste gevallen nauwelijks bijdragen aan vermindering van dat risico. Van veel antibacteriële en ‘hygiënische’ producten is niet bewezen dat ze bijdragen aan een vermindering van de ziektelast. De meeste micro-organismen zijn onschadelijk of zelfs nuttig en slechts enkele ziekteverwekkend.
Synthetische en plantaardige zepenSynthetische zepen bevatten geen zeep maar andere reinigende stoffen, meestal ook op plantaardige basis. Plantaardige zepen bevatten geen dierlijke vetten. Veelgebruikt zijn olijfolie, palmolie en kokosolie.
GlycerinezeepGlycerinezeep bevat meer glycerine dan gewone zeep. Glycerinezeep is zacht en kan transparant zijn als ook nog andere stoffen worden toegevoegd. Ze worden dan ook gebruikt als babyzeep.
Antieke soorten zeepAlepzeep of Aleppozeep is een traditionele zeep uit Syrië die een hoge concentratie plantaardige olijf- en laurierbesolie bevat. Sabon beldi is een dikvloeibare zeep, gemaakt van olijfolie. In hamams wordt deze gebruikt om voor het scrubben het lichaam mee in te smeren. Groene zeep is een zachte zeep waar bij de verzeping kaliloog wordt gebruikt, oorspronkelijk op hennepolie.